# Pieter van der Borcht

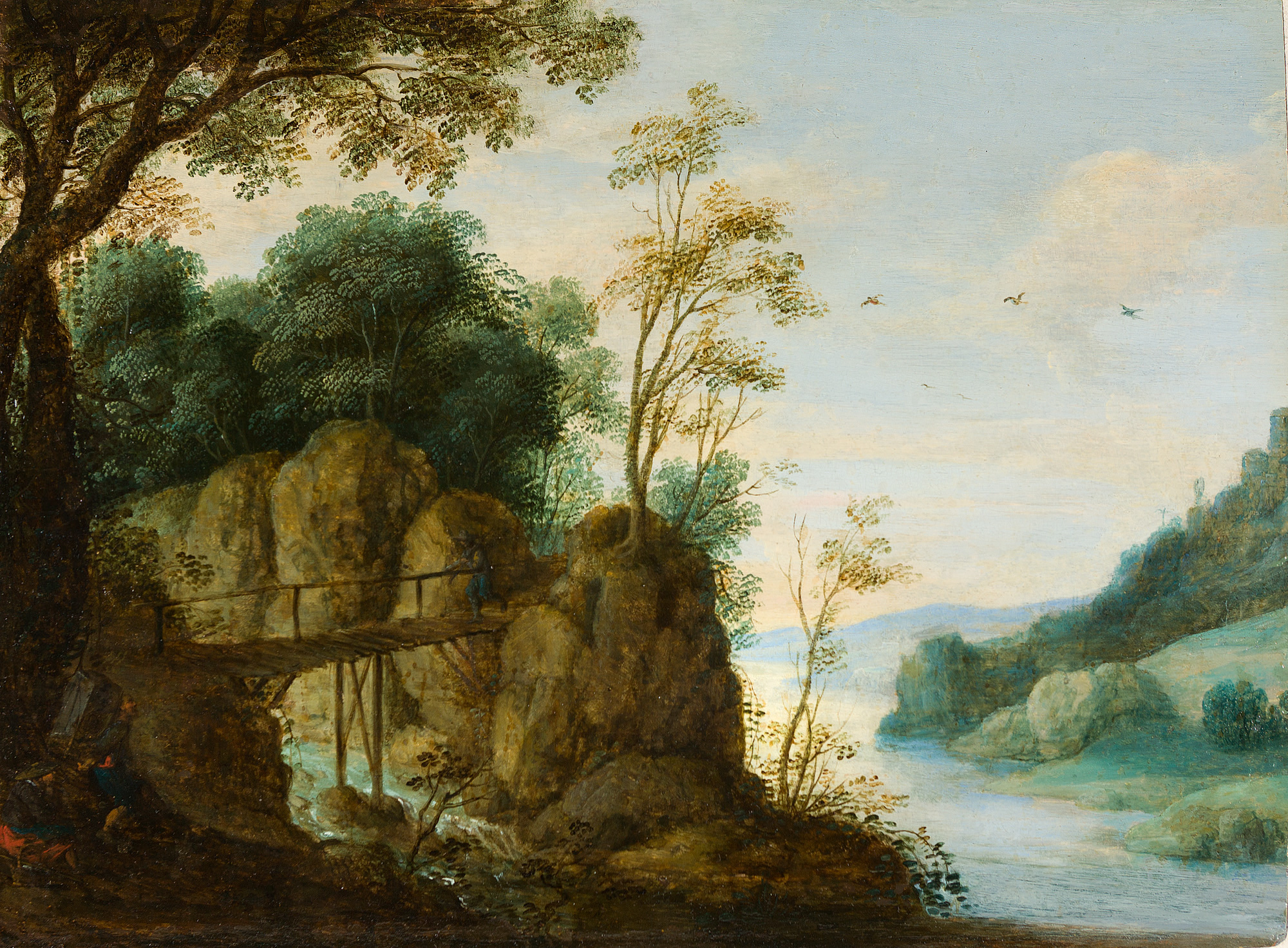
Paesaggio del fiume roccioso con un ponte di legno e viaggiatori

Pieter van der Borcht (Bruxelles, c. 1589 – Bruxelles, 1662) è stato un pittore fiammingo.

## Biografia
Secondo Cornelis de Bie, nella sua opera Het Gulden Cabinet, nacque e morì a Bruxelles e fu un pittore di figure, poi passato al paesaggio. Secondo RKD un suo paesaggio è firmato "Vborcht" e dun altro "Peeter van der Borcht van Brussel in Ausborch. 1615".